# Лоренс (Ајова)
Лоренс (енгл. Laurens) град је у америчкој савезној држави Ајова. По попису становништва из 2010. у њему је живело 1.258 становника.

## Демографија
Према попису становништва из 2010. у граду је живело 1.258 становника, што је -218 (-14.8%) становника више него 2000. године.
| Група             | 2000.         | 2010.         |
| Белци             | 1.442 (97,7%) | 1.222 (97,1%) |
| Афроамериканци    | 0 (0,0%)      | 4 (0,3%)      |
| Азијати           | 6 (0,4%)      | 4 (0,3%)      |
| Хиспаноамериканци | 16 (1,1%)     | 17 (1,4%)     |
| Укупно            | 1.476         | 1.258         |